# 3D운전게임
3D운전게임(3D Driving Game)은 대한민국에서 출시된  자동차 시뮬레이션이며, 대한민국에서 최초로 시리즈로 제작된 자동차 게임이다.
초기에는 3D운전교실의 팬게임으로부터 시작했으며 3D운전게임4.0 들어서는 독립한 정황이다.
버전은 1.0, 2.0, 3.0, 4.0같은 규칙으로 정해진다.

## 개요
운전게임 시리즈중 가장 최근에 출시된
3D운전게임4.0 프로젝트 :서울은 2022년 12월 22일에 출시되었으며 서울를 기반으로 한 맵을 바탕으로 한다.
이 버전에서 주목할 점은 택시, 버스 미션등을 수행할 수 있
일반적인 운전시뮬레이션과 다르게 승용차뿐만 아니라 버스나 트럭같은 상용차또한 운전할 수 있다.